# Время во Вьетнаме
Вьетнам живёт по индокитайскому времени (Indochina Time, ICT), которое на семь часов опережает UTC (UTC+7). ICT используется круглый год, так как Вьетнам не переходит с зимнего времени на летнее и обратно. Вьетнам находится в одном часовом поясе с Таиландом, Камбоджей, островом Рождества, Лаосом и Западной Индонезией, а также с российскими регионами в Сибири (включая Новосибирскую, Кемеровскую и другие области).
Вьетнам ссылался на ISO 8601 в 1998 году, а затем создал свой собственный стандарт TCVN 6398-1:1998..

## История
После того, как была построена обсерватория Фо Лян, Французский Индокитай объявил, что все государства (состоящие из северовьетнамского Тонкина, центрально-вьетнамского Аннама, южновьетнамской Кохинхины, а также Камбоджи, Лаоса и китайского Гуанчжоуваня) являются частью 104°17′17" восточной долготы к востоку от парижского меридиана 2°20′14" в. д. или 106°37′30" в. д. от среднего времени по Гринвичу с 00:00 1 июля 1906 года.
В 1911 году метрополия Франции приняла UTC±00:00 (солнечное время по Гринвичу) в качестве официального времени и использовала его до 1940 года (с UTC+01:00, используемым летом с 1916 по 1940 год), заставив Французский Индокитай соблюдать UTC+07:00 с 00:00 1 мая 1911 года.
После изменения часового пояса властей Виши, Французский Индокитай был интегрирован в UTC+08:00 с пропуском одного часа, в 23:00 31 декабря 1942 года.
Японская империя полностью оккупировала вишистский Французский Индокитай. После этого регионы Индокитая следовали за Токийским часовым поясом (UTC+09:00), пропуская 60 минут в 23:00 14 марта 1945 года.
К августовскому всеобщему восстанию, падению Вьетнамской империи и провозглашению независимости Демократической Республики Вьетнам Временное единообразное правительство Демократической Республики Вьетнам взяло власть в свои руки, объявив UTC+07:00 официальным часовым поясом 2 сентября 1945 года. В то время как регионы Вьетнама, Лаоса и Камбоджи, подвергшиеся нападению, приняли UTC+08:00, а неатакованные регионы (в то время и даже после Женевской конференции 1954 года) приняли UTC+07:00 с 1 апреля 1947 года: Лаос (часть Индокитая) с 15 апреля 1954 года, Ханой с октября 1954 года, Хайфон с мая 1955 года.
Под контролем государства Вьетнам Южный Вьетнам принял UTC+07:00 с 00:00 1 июля 1955 года.
Часовой пояс Южного Вьетнама был изменен на UTC+08:00 с 23:00 31 декабря 1959 года, пройдя 60 минут.
Северный Вьетнам подтвердил официальное UTC+07:00 с 1 января 1968 года.
После падения Сайгона в апреле-мае 1975 года объединённый Вьетнам соблюдает UTC+07:00, а Сайгон (и другие южные части) задерживается на 60 минут 13 июня 1975 года.

### Время во Французском Индокитае
| Период использования                                          | Смещение времени от GMT | Примечания                    |
| ------------------------------------------------------------- | ----------------------- | ----------------------------- |
| До 1 июля 1906 г.                                             | UTC+07:06:40            | Местное среднее время         |
| 1 июля 1906 — 30 апреля 1911                                  | UTC+07:06:30            | 106°37’30"E Французское время |
| 1 мая 1911 — 30 декабря 1942                                  | UTC+07:00               | Стандартный часовой пояс      |
| 31 декабря 1942 — 13 марта 1945                               | UTC+08:00               | Стандартный часовой пояс      |
| 14 марта 1945 — 1 сентября 1945                               | UTC+09:00               | Стандартное время в Токио     |
| 2 сентября 1945-й г. — Вступление в силу Женевских соглашений | UTC+07:00               | Стандартный часовой пояс      |

### Время в Северном Вьетнаме
| Период использования                                                                 | Смещение времени от GMT                                                                  | Примечания                                                                               |
| ------------------------------------------------------------------------------------ | ---------------------------------------------------------------------------------------- | ---------------------------------------------------------------------------------------- |
| 2 сентября 1945 — 31 марта 1947                                                      | UTC+07:00                                                                                | Часовой пояс Ханоя                                                                       |
| 1 апреля 1947 г. — Вступление в силу Женевских соглашений после их вступления в силу | Нет стандартного времениUTC+07:00 для зоны под миром UTC+08:00 для зоны под наступлением | Нет стандартного времениUTC+07:00 для зоны под миром UTC+08:00 для зоны под наступлением |
| 1 января 1968 — 12 июня 1975                                                         | UTC+07:00                                                                                | Часовой пояс Ханоя                                                                       |

### Время в Южном Вьетнаме
| Период использования                                     | Смещение времени от GMT | Примечания                   |
| -------------------------------------------------------- | ----------------------- | ---------------------------- |
| Вступление в силу Женевских соглашений — 30 июня 1955 г. | UTC+08:00               | Сайгонское стандартное время |
| 1 июля 1955 — 31 декабря 1959                            | UTC+07:00               | Сайгонское стандартное время |
| 1 января 1960 — 12 июня 1975                             | UTC+08:00               | Сайгонское стандартное время |

### Время в воссоединённом Вьетнаме
| Период использования              | Смещение времени от GMT | Примечания               |
| --------------------------------- | ----------------------- | ------------------------ |
| 13 июня 1975 г. — настоящее время | UTC+07:00               | Стандартный часовой пояс |